# Albert Mayaud
Albert Paul Mayaud (Parigi, 31 marzo 1899 – Parigi, 14 agosto 1987) è stato un nuotatore e pallanuotista francese, vincitore, come pallanuotista, di una medaglia d'oro all'olimpiade di Parigi 1924.
Come nuotatore ha gareggiato ai Giochi di Anversa 1920, gareggiando nella Staffetta 4x200 m sl.